# La Grande Casse
Pour plus de détails, voir Fiche technique et Distribution.
La Grande Casse (Gone in 60 Seconds) est un film américain réalisé par Henry Blight Halicki, sorti en 1974. Le film 60 secondes chrono, sorti en 2000, en est le remake.

## Synopsis
Maindrian Pace et sa bande de voleurs doivent fournir 48 voitures bien particulières à une bande mexicaine, contre la somme de 400 000 $.

## Fiche technique
Source principale de la fiche technique
- Titre : La Grande Casse
- Titre original : Gone in 60 Seconds
- Réalisation : H. B. Halicki
- Scénario : H. B. Halicki
- Direction artistique :
- Musique : Ronald Halicki et Philip Kachaturian
- Décors :
- Costumes :
- Photographie : Scott Lloyd-Davies et Jack Vacek
- Son :
- Montage : Warner E. Leighton
- Coordination des cascades : H. B. Halicki
- Production : H. B. Halicki
- Société de production : H.B. Halicki Mercantile Co.
- Distribution :
  -  États-Unis : H.B. Halicki Mercantile Co.
  -  France :
- Budget :
- Pays de production :  États-Unis
- Langue : anglais
- Format : Couleur (Eastmancolor) - Son : Monophonique - 1,85:1 - Format 35 mm
- Genre : Action
- Durée : 105 minutes
- Dates de sortie :
  - États-Unis : 28 juillet 1974
  - France : 14 juillet 1975

## Distribution
Source principale de la distribution
- H. B. Halicki (VF : Bernard Murat) : Maindrian Pace / Vicinski
- Marion Busia (VF : Perrette Pradier) : Pumpkin Chase
- Jerry Daugirda (VF : Jean-François Poron) : Eugene Chase
- James McIntyre (VF : Bernard Tiphaine) : Stanley Chase
- George Cole (VF : Sady Rebbot) : Atlee Jackson
- Ronald Halicki (VF : François Leccia) : Corlis Pace
- Markos Kotsikos : Oncle Joe Chase
- Parnelli Jones (VF : Jacques Ferrière) : Lui-même
- Jonathan E. Fricke (VF : Jacques Chevalier) : l'animateur radio de Kfox
- Sak Yamamoto (VF : Claude Dasset) : le maire de Carson
- Frank Halicki (VF : Jean Berger) : le sergent Hawkins
- Butch Stockston (VF : Francis Lax) : le policier qui conduit
- Bunny Walsh (VF : Evelyn Selena) : l'opératrice du central de Police
- Rudy Halicki (VF : Claude Dasset) : le patron du lavage de voitures

## Critiques
- Le « Tomatomètre » de Rotten Tomatoes ne donne qu'un faible score de 38 %.

## Autour du film
- Le film 60 secondes chrono réalisé par Dominic Sena est le remake de ce film.

### Liste des voitures volées dans le film

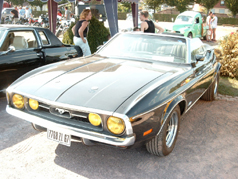
Ford Mustang 1971 décapotable

| #  | Année | Automobiles                      | Codes     |
| -- | ----- | -------------------------------- | --------- |
| 1  | 1974  | Cadillac Fleetwood 75            | Marion    |
| 2  | 1974  | Cadillac Fleetwood 75            | Barbara   |
| 3  | 1973  | Cadillac Fleetwood 75            | Lindsey   |
| 4  | 1972  | Cadillac Fleetwood 75            | Dianne    |
| 5  | 1971  | Cadillac Fleetwood Seventy-Five  | Nicole    |
| 6  | 1972  | Cadillac Fleetwood Seventy-Five  | Ruby      |
| 7  | 1972  | Lincoln Continental              | Julie     |
| 8  | 1971  | Freightliner WFT 6364            | Frances   |
| 9  | 1973  | Cadillac Coupe DeVille           | Mary      |
| 10 | 1972  | Mercedes-Benz 450SE              | Joanne    |
| 11 | 1930  | Hudson Motor Car Company         | Beverly   |
| 12 | 1974  | Cadillac Coupe DeVille           | Patricia  |
| 13 | 1974  | Lincoln Continental Mark IV      | Ruth      |
| 14 | 1927  | Citroën B14 Conduite             | Elizabeth |
| 15 | 1971  | Rolls-Royce Silver Shadow        | Terri     |
| 16 | 1924  | Rolls-Royce Silver Ghost         | Eileen    |
| 17 | 1972  | Plymouth Barracuda               | Susan     |
| 18 | 1970  | Jaguar E-Type                    | Claudia   |
| 19 | 1959  | Rolls-Royce Phantom V            | Rosie     |
| 20 | 1970  | Rolls-Royce Silver Shadow        | Maria     |
| 21 | 1972  | Ferrari Daytona 365 GTB/4        | Sharon    |
| 22 | 1970  | Rolls-Royce Silver Shadow        | Kathy     |
| 23 | 1953  | Chrysler Coupe Elegance          | Alice     |
| 24 | 1973  | Cadillac Fleetwood Station Wagon | Leona     |
| 25 | 1971  | Rolls-Royce Silver Shadow        | Kelly     |
| 26 | 1971  | Cadillac Eldorado                | Nancy     |
| 27 | 1973  | Jensen Interceptor               | Betty     |
| 28 | 1971  | Citroën SM                       | Patti     |
| 29 | 1962  | Ferrari 340 America              | Judy      |
| 30 | 1966  | Rolls-Royce Silver Cloud II      | Carey     |
| 31 | 1966  | Rolls-Royce Silver Cloud III     | Jackie    |
| 32 | 1973  | Cadillac Eldorado                | Laurie    |
| 33 | 1972  | Maserati Ghibli Coupe            | Sandy     |
| 34 | 1971  | Chevrolet Vega                   | Christy   |
| 35 | 1969  | Chevrolet Corvette Stingray      | Michelle  |
| 36 | 1967  | Lamborghini Miura                | Tracy     |
| 37 | 1969  | De Tomaso Mangusta               | Marilyn   |
| 38 | 1971  | De Tomaso Pantera                | Maxine    |
| 39 | 1968  | Intermeccanica Italia GFX        | Lorna     |
| 40 | 1971  | Chevrolet Corvette Stingray      | Jean      |
| 41 | 1949  | Ferrari V12                      | Paula     |
| 42 | 1966  | Lotus Europa S1                  | Renee     |
| 43 | 1974  | Manta Mirage                     | Annie     |
| 44 | 1971  | Ford "Big Oly" Bronco            | Janet     |
| 45 | 1972  | Stutz Blackhawk                  | Karen     |
| 46 | 1957  | Mercedes-Benz 300SL              | Dorothy   |
| 47 | 1973  | Stutz Blackhawk                  | Doris     |
| 48 | 1973  | Ford Mustang                     | "Eleanor" |